# هيرويوكي إتسوكي
هيرويوكي إتسوكي (باليابانية: 五木寛之)‏ (30 سبتمبر 1932 في فوكوكا - ) روائي، وكاتب، ومقدم برامج إذاعية، وملحن، وشاعر غنائي من اليابان.

## روابط خارجية
- هيرويوكي إتسوكي على موقع IMDb (الإنجليزية)
- هيرويوكي إتسوكي على موقع ميوزك برينز (الإنجليزية)
- هيرويوكي إتسوكي على موقع قاعدة بيانات الفيلم (الإنجليزية)